# 델 베뉴
델 베뉴(Dell Venue)는 델에서 제작한 안드로이드 스마트폰이다. 출시당시 안드로이드 2.2 프로요를 탑재하였다.

## 출시국가

### 표준모델
- 미국

그 외 다수 국가

## 색상
- 프리미엄 블랙

## 성능
델 베뉴는 디스플레이의 약한 내구성과 소프트웨어 버그결함으로 인해 큰 인기를 얻지 못하였으며, 안드로이드버전이 낮아 제기능을 하지 못한다는 비판을 받았다.

## 같이 보기
- 델 스트릭
- 델 베뉴 프로